# Ludwika Wiktoria Orleańska
Ludwika Wiktoria Maria Amelia Zofia Orleańska, fr. Louise Victoire Marie Amélie Sophie  d'Orléans, niem. Louise Victoire Marie Amelie Sophie d’Orléans (ur. 19 lipca 1869 w Teddington, zm. 4 lutego 1952 w Monachium) – francuska arystokratka, księżniczka Burbon-Orleańska, członkini domu panującego Bawarii jako żona Alfonsa Wittelsbacha.

## Życiorys
Przyszła na świat w Bushy House, położonym w Teddington (dzisiejszej dzielnicy Londynu). Była starszą córką Ferdynanda Filipa Orleańskiego (1844–1910), księcia Alençon, oraz jego żony Zofii Karoliny Wittelsbach (1847–1897). Miała młodszego brata Emmanuela Maksymiliana (1872–1931). Rodzina Ludwiki Wiktorii ok. 1870 przeniosła się do Wiednia, gdzie dziewczynka zostaje towarzyszką zabaw i przyjaciółką Marii Walerii Habsburżanki (1868–1924), cesarzówny i królewny Austrio-Węgier. Po upadku II Cesarstwa Francuskiego, dom orleański przenosi się do kraju, osiadając w 1872 do Vincennes, następnie w Paryżu. 15 kwietnia 1887 w Pałacu Nymphenburg w Monachium wyszła za mąż za swojego kuzyna II st., Alfonsa Wittelsbacha (1862–1933), bawarskiego księcia krwi, syna Adalberta Wilhelma (1828–1875) i Amelii Filipiny Burbon (1834–1905), wnuka Ludwika I. Z małżeństwa tego pochodziło dwoje dzieci:
- Józef Klemens (1902–1990),
- Elżbieta Maria (1913–2005) ⚭ 1) Franz Josph von Kageneck (1915–1941), 2) Ernst Küstner (ur. 1920).

Ludwika Wiktoria przestała pełnić funkcję członkini domu panującego w 1918 wraz z ustanowieniem republiki. Zmarła w Monachium w 1952.

## Odznaczenia
- Dama Orderu Krzyża Gwiaździstego,
- Dama Krzyża Wielkiego Orderu Teresy,
- Dama Krzyża Wielkiego Orderu św. Elżbiety,
- Dama Orderu Królowej Marii Ludwiki (1906).

## Genealogia
| Prapradziadkowie                       | Ludwik Filip Orleański (1747–1793) ∞1769 Ludwika Maria Burbon (1753–1821)                 | kr. Obojga Sycylii Ferdynand I (1751–1825) ∞1768 Maria Karolina Habsburżanka (1752–1814)  | ks. Saksonii-Koburga-Saalfeld Franciszek (1750–1806) ∞1777 Augusta Karolina Reuss-Ebersdorf (1757–1831) | Ferenc József Koháry (1767–1826) ∞1792 Marie Antonie Waldstein-Wartenberg (1771–1854)  | Wilhelm Wittelsbach (1752–1837) ∞ok. 1780 Anna Maria Wittelsbach (1753–1824)               | Ludwik Maria Arenberg (1757–1795) ∞ok. 1785 Maria Adelajda de Mailly-Nesle (1766–1789)     | Fryderyk Michał Wittelsbach (1724–1767) ∞1746 Maria Franciszka Wittelsbach (1724–1794)     | Karol Ludwik Badeński (1755–1801) ∞1774 Amelia Fryderyka Heska (1754-1832)                 |
| Pradziadkowie                          | kr. Francuzów Ludwik Filip I (1773–1850) ∞1809 Maria Amelia Burbon-Sycylijska (1782–1866) | kr. Francuzów Ludwik Filip I (1773–1850) ∞1809 Maria Amelia Burbon-Sycylijska (1782–1866) | Ferdynand Jerzy Koburg (1785–1851) ∞1815 Maria Antonina Koháry (1797–1862)                              | Ferdynand Jerzy Koburg (1785–1851) ∞1815 Maria Antonina Koháry (1797–1862)             | Pius August Wittelsbach (1786–1837) ∞1807 Amelia Ludwika Arenberg (1789–1823)              | Pius August Wittelsbach (1786–1837) ∞1807 Amelia Ludwika Arenberg (1789–1823)              | kr. Bawarii Maksymilian I Józef (1756-1825) ∞1797 Karolina Fryderyka Badeńska (1776–1841)  | kr. Bawarii Maksymilian I Józef (1756-1825) ∞1797 Karolina Fryderyka Badeńska (1776–1841)  |
| Dziadkowie                             | Ludwik Karol Orleański (1814–1896) ∞1840 Wiktoria Franciszka Koburg-Koháry (1822–1857)    | Ludwik Karol Orleański (1814–1896) ∞1840 Wiktoria Franciszka Koburg-Koháry (1822–1857)    | Ludwik Karol Orleański (1814–1896) ∞1840 Wiktoria Franciszka Koburg-Koháry (1822–1857)                  | Ludwik Karol Orleański (1814–1896) ∞1840 Wiktoria Franciszka Koburg-Koháry (1822–1857) | Maksymilian Józef Wittelsbach (1808–1888) ∞1828 Ludwika Wilhelmina Wittelsbach (1808–1892) | Maksymilian Józef Wittelsbach (1808–1888) ∞1828 Ludwika Wilhelmina Wittelsbach (1808–1892) | Maksymilian Józef Wittelsbach (1808–1888) ∞1828 Ludwika Wilhelmina Wittelsbach (1808–1892) | Maksymilian Józef Wittelsbach (1808–1888) ∞1828 Ludwika Wilhelmina Wittelsbach (1808–1892) |
| Rodzice                                | Ferdynand Filip Orleański (1844–1910) ∞1868 Zofia Karolina Wittelsbach (1847–1897)        | Ferdynand Filip Orleański (1844–1910) ∞1868 Zofia Karolina Wittelsbach (1847–1897)        | Ferdynand Filip Orleański (1844–1910) ∞1868 Zofia Karolina Wittelsbach (1847–1897)                      | Ferdynand Filip Orleański (1844–1910) ∞1868 Zofia Karolina Wittelsbach (1847–1897)     | Ferdynand Filip Orleański (1844–1910) ∞1868 Zofia Karolina Wittelsbach (1847–1897)         | Ferdynand Filip Orleański (1844–1910) ∞1868 Zofia Karolina Wittelsbach (1847–1897)         | Ferdynand Filip Orleański (1844–1910) ∞1868 Zofia Karolina Wittelsbach (1847–1897)         | Ferdynand Filip Orleański (1844–1910) ∞1868 Zofia Karolina Wittelsbach (1847–1897)         |
| Ludwika Wiktoria Orleańska (1869–1952) |                                                                                           |                                                                                           | |                                                                                        |                                                                                            |                                                                                            |                                                                                            |                                                                                            |